# Ligne de Lens à Corbehem
La ligne de Lens à Corbehem était une ligne ferroviaire française non électrifiée à double voie reliant la gare de Lens (Pas-de-Calais) à celle de Corbehem.
Elle constitue la ligne no 281 000 du réseau ferré national.

## Histoire
La Compagnie des chemins de fer du Nord reçoit la concession éventuelle d'une ligne de Lens à Brebières par une convention signée le 3 juin 1901 entre le ministre des Travaux publics et la compagnie. Cette convention est approuvée par une loi le 20 juillet suivant. La ligne est déclarée d'utilité publique par une loi le 5 mars 1904, rendant la concession définitive.
Les travaux ont débuté en 1907 et la mise en service en voie unique est intervenue le 10 octobre 1910. La deuxième voie a été ouverte le 6 janvier 1911. Remise à voie unique, elle a été fermée au trafic des voyageurs sur la totalité de la ligne le 2 octobre 1955 et à celui des marchandises le 24 septembre 1989 entre Lens et Quiéry-la-Motte. Aujourd'hui seul un court tronçon entre des usines automobiles (Usine Renault de Douai à Lambres-lez-Douai) et la bifurcation de Corbehem est encore en service. Le déclassement partiel est intervenu en deux étapes :
- Section Lens - Quiéry-la-Motte (PK 212,582 à 223,680) le 10 novembre 1989[4].
- Section à Quiéry-la-Motte (PK 223,680 à 225,600) le 17 octobre 1994[5].

## Caractéristiques
La ligne prenait naissance à partir de la ligne d'Arras à Dunkerque-Locale au niveau des bifurcations d'Avion, non loin de la fosse no 5 - 5 bis des mines de Lens. Un parcours alternatif était possible au niveau de Lens en empruntant le raccordement de la Cité entre la bifurcation de Sallau-Est no 1 et la bifurcation de Méricourt (voir schéma). Elle se raccordait à la ligne de Paris-Nord à Lille par un saut de mouton entre les gares de Brebières-Sud et Corbehem.
Il existait un raccordement vers Douai avec la ligne de Paris-Nord à Lille.
Compte tenu du caractère très plat de la région traversée, le profil était excellent et les déclivités ne dépassaient pas 5‰ (accidentellement 7‰ sur un kilomètre au niveau de Lens).
La fosse no 4 - 5 de la Compagnie des mines de Drocourt était embranchée à la ligne, jusqu'à la fermeture de la fosse en 1988.

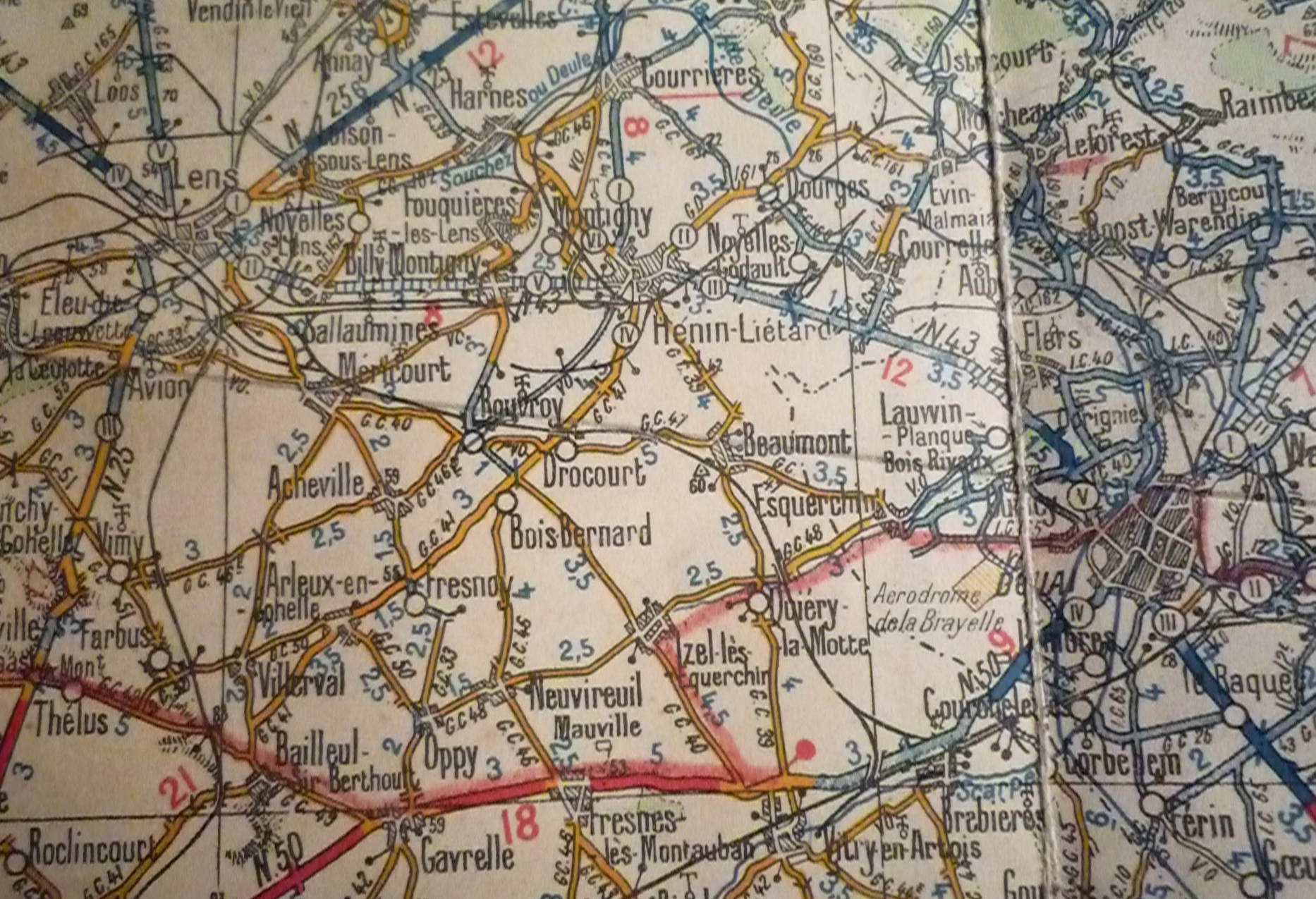
Tracé de l'ancienne ligne Lens - Corbehem

## Exploitation
Cette ligne a connu un trafic voyageurs omnibus toutes classes de bout en bout (cinq allers et retours quotidiens en 1912).

## Projet
La réutilisation de la plate-forme entre l'autoroute du Nord et Brebières est envisagée dans le cadre du projet Réseau Express Grand Lille afin de former une branche Douai - Arras depuis la future gare de Sainte-Henriette.